# Église du Sacré-Cœur de Balata
Pour les articles homonymes, voir Église du Sacré-Cœur.
L'église du Sacré-Cœur de Balata est une église située à Fort-de-France, dans le département de la Martinique, en France. Appelé aussi le « Montmartre martiniquais », le monument s'inspire largement et librement de la basilique du Sacré-Cœur de Paris. Toutefois des différences notables apparaissent comme les proportions de l’édifice. L’édifice foyalais prendrait largement place dans l’église parisienne. Il est cinq fois plus petit.

## Localisation
Le Sacré-Cœur de Balata est situé dans le quartier éponyme à 7 kilomètres du centre ville de Fort de France, sur le Morne Savon, section L, parcelle 647 du cadastre de la ville.

## Histoire
Construite entre  1923 et 1925, l'église est placée sous la dévotion au Sacré-Cœur mais c'est aussi un lieu de commémoration lié à la guerre de 1914-1918. Œuvre des architectes Charles Wulffleff et Aloïs Verrey, elle mêle béton armé, andésite locale et riches décorations de mosaïque.
L'édifice est inscrit au titre des monuments historiques en 2015. 
Le 30 juin 2020, l'édifice est sélectionné comme un des 18 sites du loto du patrimoine dont les tirages ont lieu en septembre 2020.

## Description
L’église présente un plan en croix grecque qui se termine du côté du chœur par une abside semi-circulaire couverte en cul-de-four. Celle-ci est entourée d’un déambulatoire qui permet d’accéder à la sacristie située au rez-de-chaussée de la tour clocher construite hors-œuvre dans l’axe du chœur. La nef à trois vaisseaux comporte quatre travées, couvertes en berceau, en plus de celle qu’occupe le chœur. Les bas-côtés sont couverts de berceaux transversaux. Une coupole sur trompes domine l’ensemble à la croisée des deux bras de la croix grecque. 
Les bras de la croix perpendiculaires à l’axe de la nef sont occupés par deux chapelles parfaitement symétriques. La chapelle nord est dédiée à saint Joseph, la chapelle sud à la Vierge. Elles sont couvertes d’une voûte en plein cintre et terminées par une abside semi-circulaire. Elles sont encadrées de part et d’autre par deux petites chapelles précédées chacune d’une petite coupole et terminées par une abside semi-circulaire couverte d’une voûte en cul-de-four polygonal. 
Deux baies en plein cintre les éclairent. La chapelle nord-est comporte une croix monumentale ainsi que les tombeaux de Mgr Lequien et des pères Antoine Eugène et Charles de Jaham. La chapelle Sud-Ouest abrite un confessionnal. Dans la chapelle nord-ouest, on trouve une statue du Sacré-Cœur de facture originale. Enfin, dans la chapelle sud-est se trouvent les fonts baptismaux. Deux autres chapelles encadrent le chœur de part et d’autre.
La façade orientale, la principale, située côté parvis, est ouverte par un porche composé de deux voussures en plein cintre reposant sur des colonnes couronnées de chapiteaux et posées sur un haut soubassement. La porte à deux vantaux est surmontée d’un linteau qui souligne un tympan semi-circulaire rempli de moellons. Le couronnement triangulaire de l’ensemble est terminé par une croix imbriquée dans un rectangle. 
La partie supérieure de la façade est ouverte par cinq baies en plein cintre, marquées par une arcature prononcée. Seules les colonnes et leurs soubassements, le linteau, les arcs des voussures et les deux pans en bâtière du couronnement du porche sont en béton. Le reste est en moellons d’andésite. De part et d’autre de ce porche, on accède aux bas-côtés de l’église par une ouverture en plein cintre qui donne sur une sorte de narthex ouvert sur le côté et permet aussi l’accès à l’escalier d’accès à la tribune. 

Les extrémités de la façade principale, au niveau du couronnement de ces baies, sont amorties par des pinacles en béton très stylisés. L’ensemble est surmontée d'une statue du Sacré-Cœur en béton armé. Les façades latérales sont symétriques. La succession des volumes permet de lire très facilement le plan de l'extérieur.